# 東京 - 上越線
東京 - 上越線（とうきょう - じょうえつせん）は、東京都渋谷区から豊島区、新潟県柏崎市を経由して同県上越市を結ぶ高速バス路線である。
全便座席指定制のため、乗車には予約が必要である。

## 概説

新潟県・県外高速バス路線図。中央の明るい青緑色の路線が本路線である。

路線名称は、西武バスでは上越線、越後交通では上越 - 池袋・新宿線、頸城自動車では池袋・新宿線として案内などを行っている。
当路線の開設以前、上越市などを含む上越地方と、柏崎市などを含む中越地方西部から首都圏へ乗り換え無しで直通する交通手段はごく少なく、特に鉄道を利用した場合は長岡駅で上越新幹線に乗換える必要があった。上野駅から長野駅を経由して直江津駅とを結ぶ特急「あさま」・「白山」もあったが、運行本数は1日3往復しかなく、また長岡経由よりも所要時間を長く要した。一方、西武バス・越後交通両社は関越自動車道が全通した1985年から東京 - 新潟線を新潟交通と共同運行し、高い乗車率を確保していた。こうしたことから中越西部・上越でも東京方面への高速バス路線に対するニーズが高まっていた。そこで頸城自動車は西武バス・越後交通と共同で、1989年12月22日に当路線を開設した。比較的安価な運賃であり、乗換えの煩わしさが無いことなどから、週末や行楽シーズンなどには満席となるケースが多く、高い乗車率を確保している。

## 運行会社
- 西武バス（練馬営業所）
下り5便・上り4便を毎日、下り1便・上り2便を隔日担当
- 越後交通（柏崎営業所）
下り1便・上り2便を隔日担当
- 頸城自動車（乗合営業所）
下り3便・上り6便を毎日担当

続行便は運行会社が変更される場合がある。5・6便は夜行便。

## 運行回数
- 1日3往復（うち1往復は夜行便）

## 停車停留所
▼：新宿・池袋発は乗車のみ、直江津発は降車のみ扱い
▲・△：直江津発は乗車のみ、新宿・池袋発は降車のみ扱い
▽：バスタ新宿＝夜行便のみ発着
△：青海川＝夜行便は通過
♯：休憩停車を行うサービスエリア
| 停車停留所 休憩箇所          | 停車停留所 休憩箇所          | 所在地 | 所在地       | 所在地       | 乗降区分 | 備考                                                                                       |
| ---------------------------- | ---------------------------- | ------ | ------------ | ------------ | -------- | ------------------------------------------------------------------------------------------ |
| バスタ新宿                   | バスタ新宿                   | 東京都 | 渋谷区       | 渋谷区       | ▽        |                                                                                            |
| 池袋駅東口                   | 池袋駅東口                   | 東京都 | 豊島区       | 豊島区       | ▼        | 新宿・池袋発は西武高速バスのりば（ジーユー池袋東口店前）発 直江津発は西武百貨店前着        |
| 下落合駅                     | 下落合駅                     | 東京都 | 新宿区       | 新宿区       | ▼        | 新目白通り沿いに停車 （下落合駅北口から徒歩約2分）                                         |
| 練馬駅（練馬区役所前）       | 練馬駅（練馬区役所前）       | 東京都 | 練馬区       | 練馬区       | ▼        | 目白通り沿いに停車 （練馬駅南口から徒歩約5分。練馬駅北口ロータリー・南口駅前には入らない） |
| 関越道                       | 川越的場                     | 埼玉県 | 川越市       | 川越市       | ▼        |                                                                                            |
| 関越道                       | （上里サービスエリア）       | 埼玉県 | 児玉郡上里町 | 児玉郡上里町 | ＃       | 10分間                                                                                     |
| 関越道                       | （越後川口サービスエリア）   | 新潟県 | 長岡市       | 長岡市       | ＃       | 10分間                                                                                     |
| 北陸道                       | 大積                         | 新潟県 | 長岡市       | 長岡市       | ▲        |                                                                                            |
| 北陸道                       | 西山                         | 新潟県 | 柏崎市       | 柏崎市       | ▲        |                                                                                            |
| 北陸道                       | 曽地                         | 新潟県 | 柏崎市       | 柏崎市       | ▲        |                                                                                            |
| 柏崎インター口               | 柏崎インター口               | 新潟県 | 柏崎市       | 柏崎市       | ▲        | 国道252号沿いに停車 （IC内にある柏崎バスストップには停車しない）                           |
| 柏崎駅前                     | 柏崎駅前                     | 新潟県 | 柏崎市       | 柏崎市       | ▲        | 直江津発は正面口・柏崎駅前ビル前発 新宿・池袋発は正面口バス降車場着                        |
| 青海川（ホテルシーポート前） | 青海川（ホテルシーポート前） | 新潟県 | 柏崎市       | 柏崎市       | △        | 昼行便のみ停車、夜行便は通過                                                               |
| 北陸道                       | 柿崎                         | 新潟県 | 上越市       | 上越市       | ▲        |                                                                                            |
| 北陸道                       | 潟町                         | 新潟県 | 上越市       | 上越市       | ▲        |                                                                                            |
| 北陸道                       | 頸城                         | 新潟県 | 上越市       | 上越市       | ▲        |                                                                                            |
| 上新BP                       | 上越インター富岡             | 新潟県 | 上越市       | 上越市       | ▲        |                                                                                            |
| 高田駅前                     | 高田駅前                     | 新潟県 | 上越市       | 上越市       | ▲        | 直江津発は駅前バス案内所前発 新宿・池袋発は駅前ロータリー内降車場着                        |
| 上越市役所入口               | 上越市役所入口               | 新潟県 | 上越市       | 上越市       | ▲        |                                                                                            |
| 直江津ショッピングセンター前 | 直江津ショッピングセンター前 | 新潟県 | 上越市       | 上越市       | ▲        | 直江津ショッピングセンター エルマール前                                                    |
| 直江津駅前                   | 直江津駅前                   | 新潟県 | 上越市       | 上越市       | ▲        | 直江津駅北口・高速バスのりば発着                                                           |

## 主な運行経路
東京都道4号東京所沢線（青梅街道） - 東京都道317号環状六号線（山手通り） - 東京都道8号千代田練馬田無線（目白通り） - 東京都道305号芝新宿王子線（明治通り） - 豊島区道 - 豊島区道（グリーン大通り）- 明治通り - 東京都道8号千代田練馬田無線（新目白通り・目白通り） - 東京都道24号練馬所沢線（目白通り） - 〔練馬インターチェンジ〕 - 関越自動車道 - 〔長岡ジャンクション〕 - 北陸自動車道 - 〔柏崎インターチェンジ〕 - 国道252号 - 新潟県道37号柏崎停車場線 - 国道252号 - 国道8号 - 〔米山インターチェンジ〕 - 北陸自動車道 - 〔上越インターチェンジ〕 - 国道18号（上新バイパス） - 〔寺インターチェンジ〕 - 新潟県道13号上越安塚柏崎線 - 新潟県道579号上越脇野田新井線（上越大通り） - 新潟県道38号高田停車場線 - 上越大通り - 新潟県道123号直江津停車場線（上越大通り - 直江津駅前通り）

## 沿革
- 1989年（平成元年）12月22日 - サンシャインシティプリンスホテル - 柏崎駅前 - 高田駅前間で運行開始（1日3往復）[1]。
- 1999年（平成11年）12月22日 - 同日実施のダイヤ改正より、上越側の発着地を直江津（イトーヨーカドー前）へ延伸。
- 2004年（平成16年）10月 - 新潟県中越地震の影響で関越自動車道が通行止めのため一時期上信越自動車道を迂回運行、一部停留所停車順序に変化が生じた。
- 2006年（平成18年）4月21日 - 同日実施のダイヤ改正より、川越的場バスストップと曽地バスストップを停車停留所に追加。
- 2007年（平成19年）8月1日 - サンシャインシティプリンスホテル乗り入れ廃止。
- 2011年（平成23年）12月1日 - 同日実施のダイヤ改正より、大積バスストップを停車停留所に追加。
- 2012年（平成24年）10月1日 - 夜行便に限り、東京側の発着地を新宿駅西口バスターミナルへ延伸。
- 2013年（平成25年）
  - 11月16日 - 3列シート車による運行を開始。同日から5・6便に、翌11月17日から3・4便に導入。
  - 12月1日 - 同日実施のダイヤ改正より、上越側の発着地を直江津駅前へ延伸。
- 2015年（平成27年）4月16日 - 同日実施のダイヤ改正より、青海川を昼行便2往復の停車停留所に追加、柏崎市街地 - 柿崎間を国道8号・米山インターチェンジ経由に変更。
- 2016年（平成28年）4月4日 - 新宿側の乗り場をバスタ新宿に変更[2]。
- 2019年（令和元年）6月21日 - 運賃改定[3][4][5]。
- 2020年（令和2年）
  - 4月11日 - 新型コロナウイルス感染拡大の影響により、この日より当面の間全便を運休[6][7][8]。
  - 6月19日 - 一部便（2往復）の運行を再開[9][10][11]。
  - 7月1日 - 大積・青海川停留所を廃止。
  - 8月17日 - 新型コロナウイルス感染拡大の影響により、この日より当面の間全便を再度運休。

## 使用車両
- 下り3・5便、上り4・6便の1号車（定期便）では、化粧室付き3列シート車（28人乗り）を使用している。
- 下り1便、上り2便の全号車、上記3 - 6便の2号車以降（続行便）は、化粧室付き4列シート車（34人乗り）を使用している。
  - ただし3 - 6便の1号車についても車両運用の都合上、4列シート車で運行する場合がある。

西武バスのみ練馬ナンバー、越後交通・頸城自動車は両社とも長岡ナンバー登録。

### 使用車種
- 西武バス
  - 日産ディーゼル・スペースウィング
  - UDトラックス・スペースアローA
  - いすゞ・ガーラ（ハイデッカー）
- 越後交通
  - 日産ディーゼル・スペースウィング
- 頚城自動車
  - 三菱ふそう・エアロクィーン
  - いすゞ・ガーラ（ハイデッカー）

## 備考
- 2004年の新潟県中越地震、2007年の新潟県中越沖地震発生後には、通常の走行区間が通行止めとなった事から、柏崎駅前を始発地として上信越自動車道経由で運行した。